# Everton Fernando Gilio
Everton Fernando Gilio, meglio noto come Tom (Nova Esperança, 18 marzo 1986), è un ex calciatore brasiliano, di ruolo centrocampista.

## Carriera
Ha giocato con vari club nella prima divisione bulgara.